# 公家臣
公家臣（1533年3月24日—1583年），字共父，號東塘，山東青州府蒙陰縣人，軍籍，明朝政治人物。

## 生平
嘉靖四十年（1561年）辛酉科山東鄉試第二名舉人，隆慶五年（1571年）中式辛未科會試第一百五十六名，二甲第七十七名進士。選翰林院庶吉士，萬曆元年（1573年）五月授編修，丁憂歸。四年二月复除原官，五年（1577年）因反對張居正“奪情”，謫山西澤州判官，十年（1582年）升廣平府推官，同年六月張居正卒，十一年（1583年）召為南京戶部主事，赴任途中病卒於滁州。

## 家族
曾祖公景仁，贈工部員外郎；祖父公躋奎，廣西按察司副使；父公一載，興濟縣知縣。母包氏。弟公家翰、公家鄰（虞城縣知縣）。子公鼐、公鼒。